# Vítor Hugo da Silva
Vítor Hugo Barbosa Carvalho da Silva, conhecido por Vítor Hugo, natural da cidade de Espinho desde 4 de Abril de 1963, é um lendário antigo jogador do Hóquei em Patins de Portugal. É considerado o melhor português na sua modalidade em sucessão a António Livramento. É atualmente dirigente desportivo  do FC Porto e exerce, como sua profissão, a de médico dentista.

## Carreira de jogador
Vítor Hugo foi um dos melhores jogadores de sempre do FC Porto, estreando-se na primeira equipa em 1979/80, com apenas 17 anos, após a sua primeira consagração como Campeão Nacional de Juniores pela Académica de Espinho em 1979.
Fez quase toda a sua carreira no FC Porto, conquistando oito títulos de campeão nacional, em 1982/83, 1983/84, 1984/85, 1985/86, 1986/87, 1988/89, 1989/90, 1990/91 , 6 Taças de Portugal e 9 Supertaças António Livramento [carece de fontes?]. Foi duas vezes campeão europeu, 1987 e 1982,  vencedor de duas Taças das Taças, em 1983 e 1994, e  ainda uma Supertaça Europeia em 1986. Foi o melhor marcador por três vezes no Campeonato Nacional sénior tendo conseguido num deles marcado em todos os jogos. Atuou uma única época no Hockey Novara, de Itália, em 1987/88, conseguindo também o título de Campeão Nacional desse país e a Taça de Itália.[carece de fontes?] Abandonou a atividade desportiva em 1991/92 aos 29 anos. Regressou, ainda, brevemente à competição como jogador da Académica de Espinho, em 2003/04, ajudando a subir da terceira para a segunda divisão e seguida para a primeira.
Vítor Hugo estreou-se na Seleção Portuguesa de Hóquei em Patins Masculino em 1979, com 16 anos. Conseguiu 122 jogos pela Seleção Nacional, de 1979 a 1992, marcando 195 golos. Foi vencedor campeonato europeu de juniores em 1980, do Campeonato Europeu de seniores de Hóquei em Patins, em 1987 e 1992, do Campeonato do Mundo de Hóquei em Patins em 1991 e duas vezes vencedor dos Jogos Mundiais em Santa Clara, Califórnia 1981 e em Karlsruhe,  Alemanha  1989. Tendo sido o melhor marcador no Europeu de Juniores por duas vezes e melhor marcador no Campeonato do Mundo na Corunha e no Europeu de Seniores  em Oviedo . Foi o capitão da Seleção Nacional nos Jogos Olímpicos de Barcelona, em 1992, onde o hóquei em patins foi modalidade de demonstração, ficando em 4º lugar. Anunciou que abandonava a competição depois deste torneio.

## Carreira de treinador
Abraçou mais tarde a carreira de treinador de hóquei em patins no FC Porto na época  1994/95, vencendo a Taça de Portugal, a Supertaça e a competição europeia Taça  CERS (Taça WSE). Voltou novamente ao comando da equipa em 1997/ 1998. Neste ano foi vítima de uma injusta punição federativa por processo disciplinar, que o obrigou a afastamento do banco quando a equipa tinha terminado em primeiro lugar na fase regular do campeonato nacional percurso esse sem derrotas. Mais tarde vieram a dar-lhe razão.
Foi seleccionador nacional, 2001 a 2003, vencendo o Campeonato do Mundo de Hóquei em Patins realizado em Portugal em 2003, além do Mundial de Hóquei no Japão e a Taça Latina em 2003.